# Synthemis leachii
Synthemis leachii är en trollsländeart som beskrevs av Selys 1871. Synthemis leachii ingår i släktet Synthemis och familjen skimmertrollsländor. Inga underarter finns listade i Catalogue of Life.